# Aravane Rezaï
Aravane Rezaï (Saint-Etienne, 14 de março de 1987) é uma tenista profissional franco-iraniana, seu melhor ranking na WTA, foi de número 20° do mundo, em 5 de abril de 2010. Seu último título foi o 2010 Mutua Madrilena Madrid Open em 16 de maio de 2010 com vitória de 6–2, 7–5 obtida na final sobre a tenista Venus Williams.